# Molanna uniophila
Molanna uniophila är en nattsländeart som beskrevs av Vorhies 1909. Molanna uniophila ingår i släktet Molanna och familjen skivrörsnattsländor. Inga underarter finns listade i Catalogue of Life.